# Anna Carin Magnsjö
Anna Carin Magnsjö es una deportista sueca que compitió en vela en la clase Laser Radial. Ganó una medalla de plata en el Campeonato Europeo de Laser Radial de 1987.

## Palmarés internacional
| Campeonato Europeo | Campeonato Europeo      | Campeonato Europeo | Campeonato Europeo |
| Año                | Lugar                   | Medalla            | Clase              |
| ------------------ | ----------------------- | ------------------ | ------------------ |
| 1987               | Lido di Classe (Italia) | Medalla de plata   | Laser Radial       |